# (5958) Barrande
(5958) Barrande (1989 BS1) – planetoida z grupy pasa głównego asteroid okrążająca Słońce w ciągu 3,6 lat w średniej odległości 2,35 j.a. Odkryta 29 stycznia 1989 roku.